# Bohdan Benjuk
Bohdan Beniuk, (ukrainska: Богдан Михайлович Бенюк; född 26 maj 1957, Bytkiv, Ukrainska SSR, Sovjetunionen) är en ukrainsk teater- och filmskådespelare, politiker, Ukrainas folkkonstnär (1996). Tillsammans med Anatoliy Khostikoiev är han skapare av teaterföretaget Beniuk och Khostikoiev.

## Biografi
Beniuk föddes den 26 maj 1957 i staden Bytkiv, Nadvirna Raion, Ukrainska SSR. Han har två bröder: Ukrainas Folkkonstnär Petro Beniuk och Vasyl Beniuk. Bohdan Beniuk utexaminerades 1978 från National University of Theatre, Film and TV i Kiev.
Under 1978-80 arbetade han på Kyivs teater för unga tittare. Efter det var Beniuk skådespelare vid Franko National Academic Drama Theater i Kiev.
Sedan februari 2018 är professor Bohdan Beniuk chef för institutionen för skådespeleri och dramaregi vid Karpenko-Kary National University of Kiev. Den 8 november 2022 utsågs han tillfälligt till konstnärlig ledare för Kyiv Academic Drama Theater i Podil under krigslagsperioden.
Benjuk har medverkad i runt 50 ukrainska, ryska och amerikanska spelfilmer, bland annat Wild Hogs (2007) och Kandagar (2010). Han har också lagt ukrainsk röst till filmen Skattkammarplaneten.